# Mune ga Dokidoki
Mune ga Doki Doki (Nhật: 胸がドキドキ) là đĩa đơn thứ tư của THE HIGH-LOWS được Universary Music phát hành vào ngày 21 tháng 1 năm 1996

## Danh sách bài hát
Tất cả các ca khúc được viết bởi Kōmoto Hiroto, Mashima Masatoshi.
| Đĩa đơn CD       | Đĩa đơn CD                                                                           | Đĩa đơn CD |
| STT              | Nhan đề                                                                              | Thời lượng |
| ---------------- | ------------------------------------------------------------------------------------ | ---------- |
| 1.               | "Mune ga Doki doki" (được sử dụng trong phiên bản hoạt hình Thám tử lừng danh Conan) | 4:12       |
| 2.               | "Sobaniirukara" (được sử dụng ở tập 12 hoạt hình Thám tử lừng danh Conan)            | 5:25       |
| 3.               | "Mune ga Doki doki (Karaoke gốc)"                                                    |            |
| Tổng thời lượng: | Tổng thời lượng:                                                                     | 13:56      |

| Bài hát chủ đề mở đầu anime Thám tử lừng danh Conan 8 tháng 1 năm 1996 - 26 tháng 8, 1996 |                                   |                                          |
| -                                                                                         | THE HIGH-LOWS "Mune ga Doki doki" | Kế tiếp: VELVET GARDEN "Feel Your Heart" |